# Издательство Кембриджского университета
Издательство Кембриджского университета (англ. Cambridge University Press, CUP) — британское университетское издательство.
Старейшее в мире университетское издательство, получившее патентную грамоту Генриха VIII Тюдора в 1534 году. Второе по величине в мире университетское издательство после издательства Оксфордского университета, официальное королевское издательство Великобритании. Издаёт книги для изучения английского языка, такие как Кембриджский словарь английского языка, а также по другим темам.
Имеет представительства, офисы и издательские центры более чем в 40 странах, публикует более 50 000 авторов. В числе публикаций: академические журналы, монографии, учебники, справочные материалы и Библии. В числе авторов, опубликованных издательством, — Джон Мильтон, Уильям Гарвей, Исаак Ньютон, Бертран Рассел, Стивен Хокинг.